# Siège et bataille de Thionville
Pour les articles homonymes, voir Siège de Thionville.
Guerre de Trente Ans
Batailles
Le 7 juin 1639, une armée hispano-impériale sous le commandement d'Ottavio Piccolomini détruisit l'armée française de Manassès de Pas de Feuquières, qui assiégeait la ville de Thionville.

## Forces en présence
Royaume de France
7 régiments d'infanterie (8 000 à 9 000 hommes)
- Régiment de Picardie
- Régiment de Navarre
- Régiment de Rambures
- Régiment de Beauce
- Régiment de Perche
- Régiment de Canisy[1]
- Régiment de Bussy-Lameth
- Régiment de Bussy-Rabutin
- Régiment de Saint-Luc

Cavalerie
2 600 cavaliers
- Régiment de Praslin cavalerie (1638-1643)

## Conséquences
Manassès de Pas de Feuquières, blessé dans les combats, fut capturé par les forces espagnoles, et mourut en captivité.
En reconnaissance de sa victoire, Ottavio Piccolomini fut fait duc d'Amalfi par la couronne espagnole le 28 juin.
Quatre ans plus tard, en 1643, le duc d'Enghien paracheva sa victoire à Rocroi en mettant le siège devant Thionville, qui capitula après une féroce défense de la garnison espagnole.